# Calceolaria speciosa
Calceolaria speciosa är en toffelblomsväxtart som beskrevs av Francis Whittier Pennell. Calceolaria speciosa ingår i släktet toffelblommor, och familjen toffelblomsväxter. Inga underarter finns listade i Catalogue of Life.